# Опал

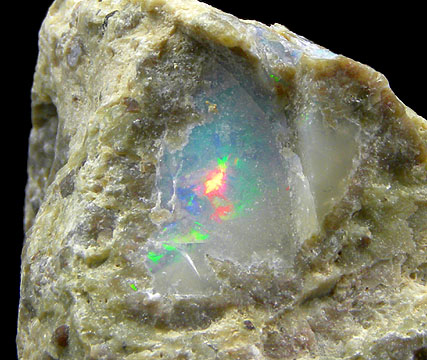
Опал

Опа́л (санскрит: опал — коштовний камінь) — аморфний мінерал класу оксидів та гідроксидів. Типовий твердий гідрогель, утворений з аморфізованої суміші двооксиду кремнію та молекулярної води.
Назва «опал» походить від санскритського «упала» — коштовне каміння.
Синоніми — відрит, геліт, гель-кристобаліт, несліт.

## Історія

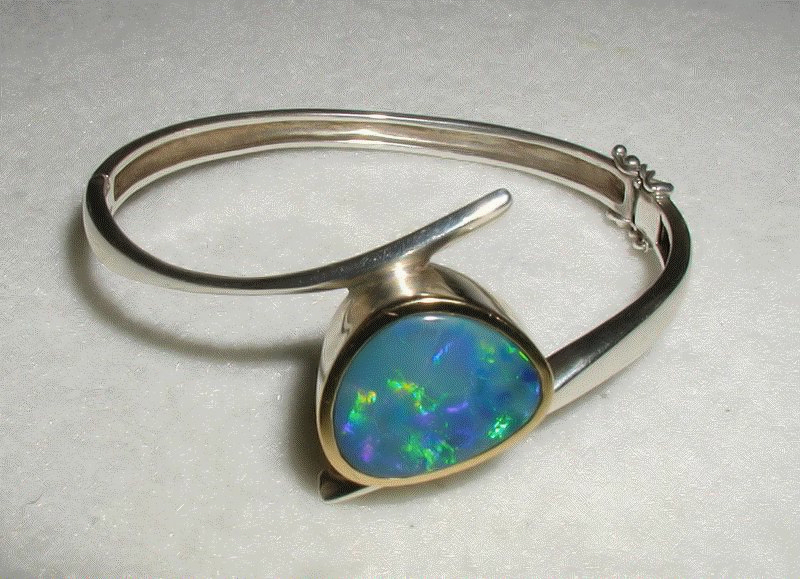
Каблучка з опалом

Опал цінували ще в далеку старовину. За свідченнями Плінія (кн. XXXVII. Розд.6) йому властиві: «ніжний вогонь карбункула, блакитний пурпур аметиста, зелене море смарагду і все однаково неймовірно змішане світло». В українській науковій літературі вперше описаний в лекції «Про камені та геми» Ф. Прокоповича (Києво-Могилянська академія, 1705—1709 рр.).
Для стародавніх римлян опал був каменем кохання і надії. У багатьох культурах він і сьогодні використовується як талісман.

## Основні характеристики

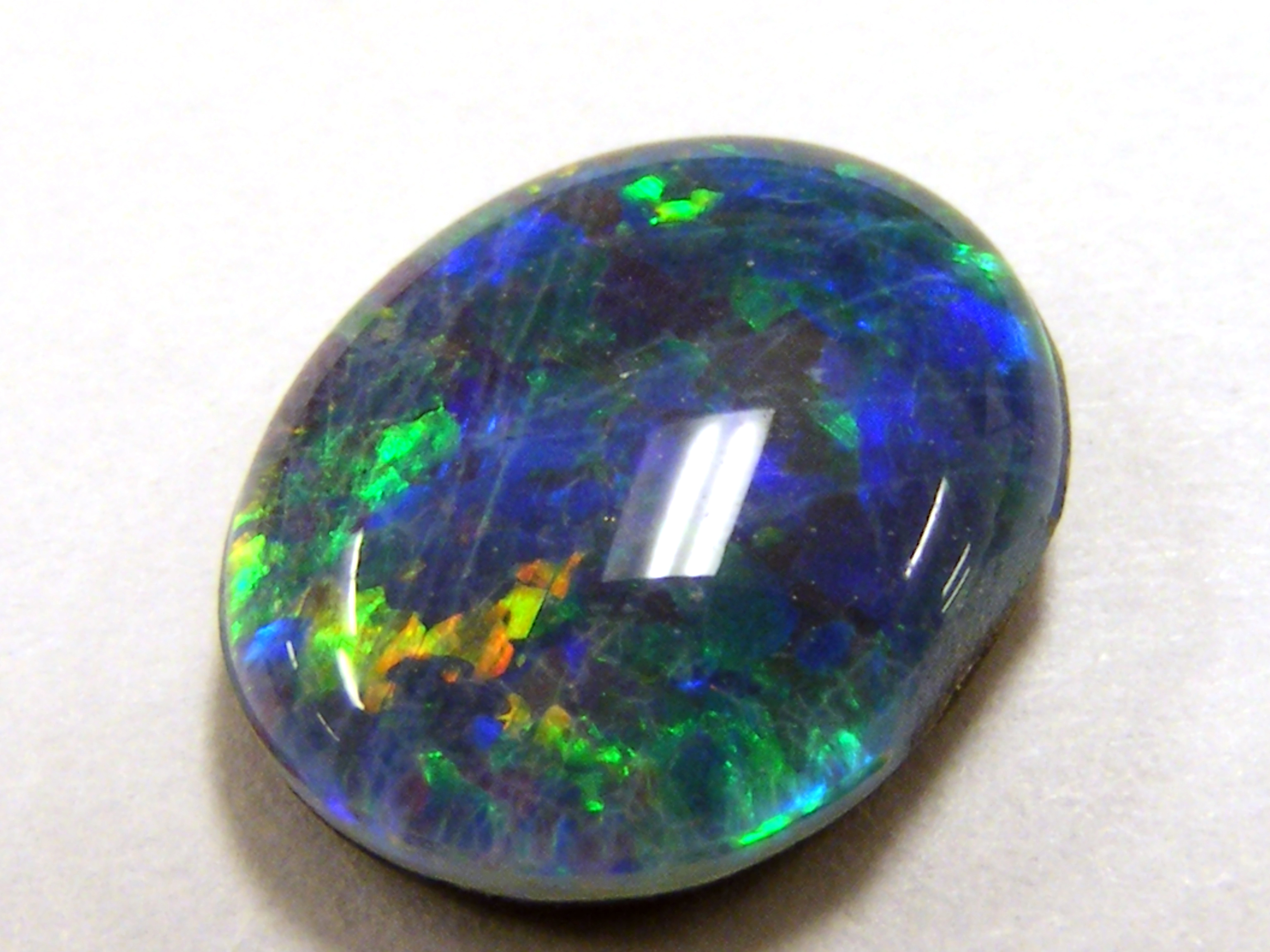
Синьо-зелений опал «триплет»

Його хімічна формула SiO2·nH2O. Домішки оксидів CaO, MgO, Al2O3, Fe2O3, FeO, Na2O, K2O. Кількість води змінюється від 0,4 до 28 %
Опал — аморфне тіло, його мікроскопічна структура, як і структура скла, не характризується кристалічним упорядкуванням. Опал зустрічається в основному у вигляді великих зливків.
Головний компонент деяких осадових гірських порід хімічного та біогенного походження, а також кременистих порід (діатомітів, трепелів, опок та інших). Опал — водомісткий колоїдальний оксид кремнію ґлобулярної будови. Ґлобули кремнезему мають розмір 150—400 нм. Ґлобулярна будова опала породжує опалесценцію — розсіяння світла. Благородний опал відрізняється райдужною грою кольорів причиною якої є дифракція світла на просторовій ґратці, утвореній регулярно розташованими однорозмірними ґлобулами. Спайність відсутня. Густина 1,9-2,3 (залежить від вмісту води). Тв. 5,0-6,5. Колір бурий, білий, блакитний та ін. Блиск скляний. Крихкий. Ізотропний. Зустрічається у вигляді натічних ниркоподібних утворень, сталактитів, а також суцільних або землистих скупчень і щільних, подібних до скла мас. Утворюється при низьких температурах з гідротермальних розчинів у мигдалинах вулканічних порід і у відкладах гарячих джерел. З часом опал зневоднюється та перетворюється на халцедон або кварц.

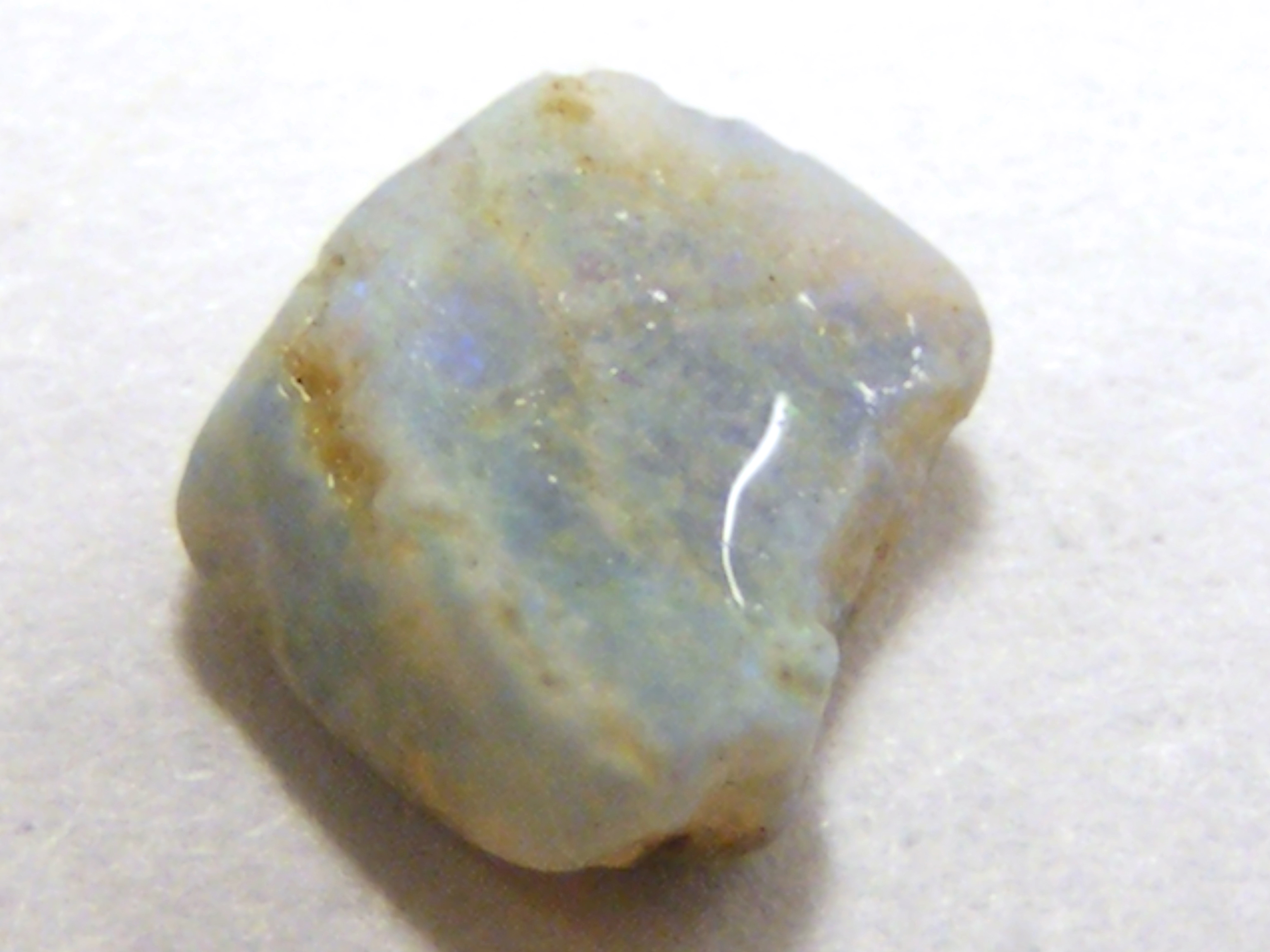
Частина сировини опала, Південна Австралія
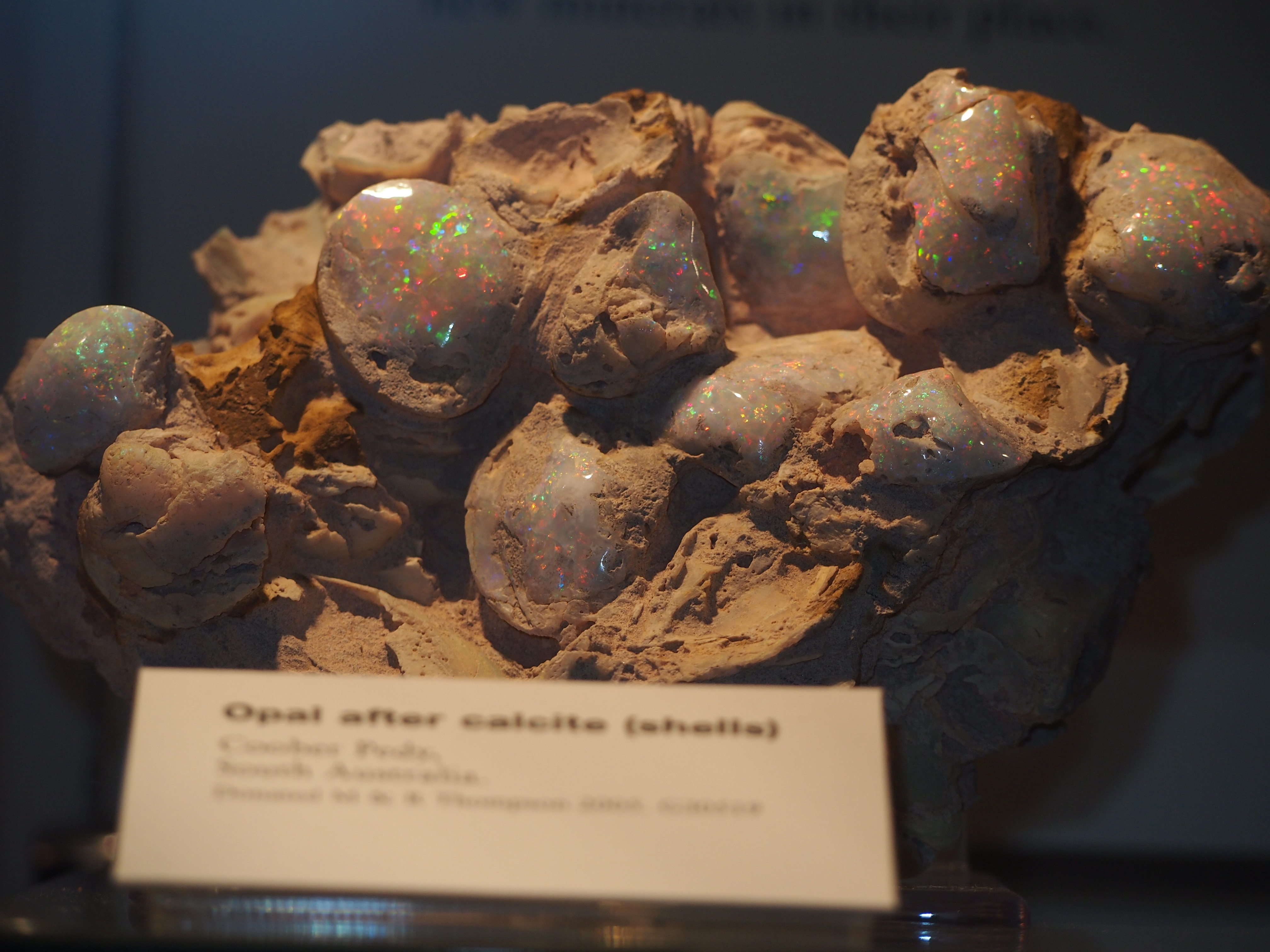
Благородний опал, Кубер-Педі; зразок, Південний музей Австралії
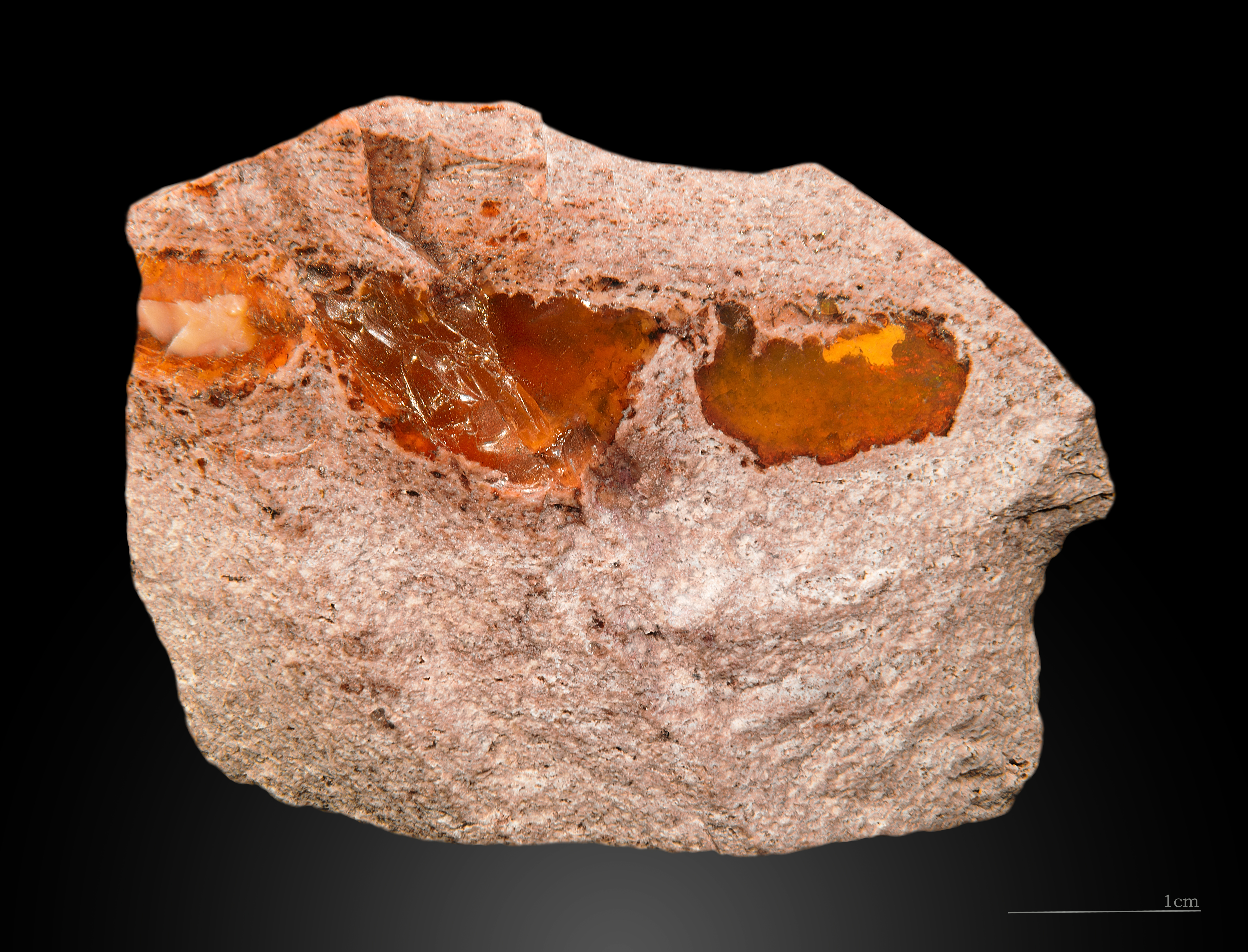
Опал вогненний з Мехіко
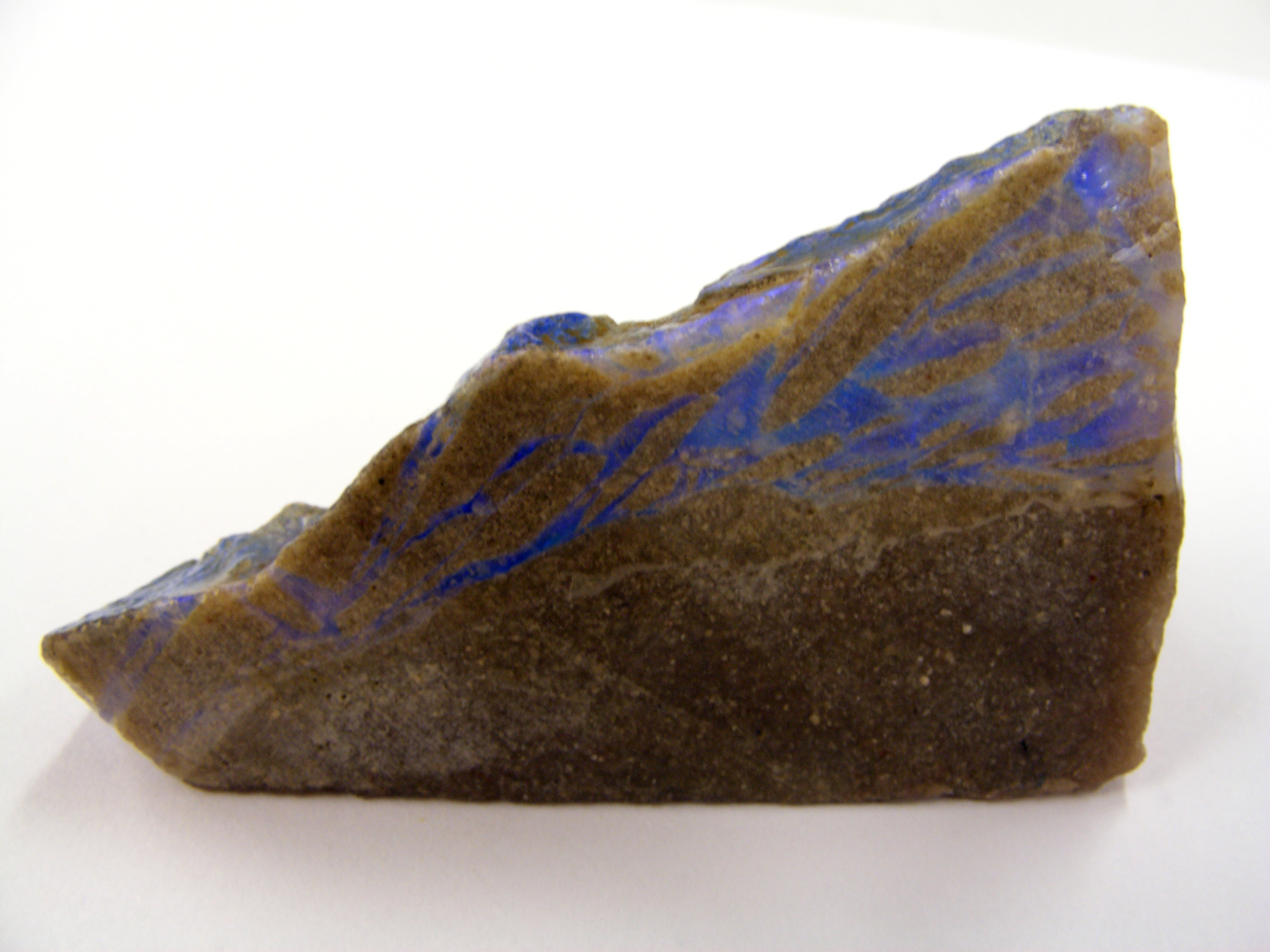
border

Опали можуть мати найрізноманітніше забарвлення. Безбарвні чи прозорі варіанти називаються склянним чи молочним опалом. Різні темніші забарвлення (сіре, червоне, коричневе, бурштиново-жовте) зумовлені домішками. Опали такого роду називаються вогняними.
Варіант опалів — так званий шляхетний опал. Властива йому гра кольорів досягається спеціальною хімічною обробкою.

## Поширення
Опал зустрічається на всіх континентах. Унікальними у світі вважаються опалові родовища Австралії, які дають понад 95 % світового видобутку цього мінералу. В Україні є в межах Українського щита та Закарпаття. Одним з найбільш вивчених і перспективних в Україні є Талалаївське родовище (Погребищенський район, Вінниччина), де вміст опалу в породі становить 10-40 %.

## Використання
Опали використовуються як прикраси та виробне каміння. Шляхетний опал — коштовний камінь.
Родовища опалів розробляються в декількох країнах. Унікальними вважаються родовища Австралії, які дають 80-95 % світового видобутку опалу. Щорічно тут видобувається і реалізовується мінералу на 40 млн дол.

## Гра кольорів
Області в опалі, які виробляють гру кольору, складені з мікроскопічних сфер кварцу, організованих в впорядковану мережу. Ця мережа сфер діє як дифракційна решітка. Коли світло проходить через неї, воно розсіюється в кольорах спектру. Розмір сфер і їх геометрична упаковка визначають колір і якість розсіяного світла.

## Різновиди
Розрізняють:
- Опал-агат (різнозабарвлений різновид опалу),
- Опал-алофан (суміш галуазиту з варисцитом),
- Опал благородний (коштовний різновид опалу),
- Опал вогненний (різновид опалу гіацинтово-червоного до медово-жовтого кольору з вогнистим відблиском),
- Опал водний (застаріла українська назва каменю місячного),
- Опал водяний (застаріла українська назва гідрофану),
- Опал восковий (різновид опалу восково-жовтого кольору),
- Опал дерев'янистий (псевдоморфоза опалу по дереву),
- Опал жовневий (меніліт — різновид опалу у вигляді червоно-бурих конкрецій),
- Опал залізистий (опал з домішками заліза),
- Опал звичайний (безбарвний і позбавлений гри кольорів),
- Опал золотистий (різновид опалу з золотистим полиском),
- Опал калмицький (те саме, що кахолонг — білий або блідо-жовтий, червонуватий халцедон, який являє собою перехідну форму від опалу до безводного халцедону),
- Опал коштовний (те саме, що опал благородний),
- Опал крокідолітовий (опал з включенням крокідоліту),
- Опал лужний (опал натріїстий),
- Опал марганцевистий (різновид опалу, який містить до 10 % MnO),
- Опал мексиканський (коштовний різновид опалу з Мексики),
- Опал мерехтливий (коштовний опал з кольоровими плямами),
- Опал молочний (різновид опалу молочно-білого, зеленуватого та жовтого кольору),
- Опал моховий (опал, який містить мохоподібні включення),
- Опал натріїстий (різновид опалу, який містить до 8 % Na2O),
- Опал ноніїв (зайва назва опалу),
- Опал-онікс (різнозабарвлений різновид опалу),
- Опал оніксовий (паралельносмугастий різновид опалу),
- Опал перлинний (кахолонг), опал печінковий (меніліт),
- Опал пінистий (тонкопористий різновид опалу),
- Опал плаваючий (пористий різновид опалу),
- Опал полум'яний (те саме, що опал вогненний),
- Опал рожевий (різновид опалу рожевого кольору),
- Опал світний (коштовний різновид білого опалу з Австралії),
- Опал світний гребінчастий (коштовний різновид чорного опалу з Австралії),
- Опал склуватий (гіаліт), опал скляний (гіаліт),
- Опал смолистий (різновид опалу восково-медового або вохряно-жовтого кольору),
- Опал смоляний (бурий різновид опалу),
- Опал східний (торговельна назва опалу благородного),
- Опал тростинний (те саме, що табашир — опалоподібне утворення в бамбуку, подібне до гідрофану),
- Опал цейлонський (торговельна — назва каменю місячного),
- Опал цирконіїстий (різновид опалу з пегматитів нефелінових сієнітів Ловозерського масиву, який містить 7,71 % ZrO2),
- Опал цирконіїстий марганцевистий (різновид опалу з пегматитів нефелінових сієнітів з Білозерського масиву, яка містить 11,63 % ZrO2 і 10 % MnO),
- Опал яшмовий (різновид опалу жовтого кольору з оксидами заліза).